# ショウリュウイクゾ
ショウリュウイクゾ（欧字名:Shoryu Ikuzo、2016年2月21日 - ）は、日本の競走馬。主な勝ち鞍に2021年の日経新春杯。
馬名の意味は、冠名＋「行くぞ」。

## 来歴
父は2011年に中央競馬クラシック三冠を達成し、グランプリ3勝を含むGI競走6勝を上げたオルフェーヴルで、本馬はその2代目の産駒である。母はチューリップ賞、京都牝馬ステークス、朝日チャレンジカップなどGIII競走を3勝したショウリュウムーンで、本馬はその初仔であった。2016年2月21日にノーザンファームで生まれると、母と同じく上田亙に所有され、佐々木晶三厩舎に預託された。
2018年6月17日、阪神競馬場の2歳新馬（芝1600m）でデビューし1着。2戦目で京都2歳ステークスに出走するが5着に敗れた。
2019年にはリステッドレースである若駒ステークス、すみれステークスに出走するがそれぞれ4着、3着に敗れる。その後、1勝クラス競走に4回出走し敗れた後、同年11月10日に、川田将雅に乗り替わって出走した京都競馬場の3歳以上1勝クラス（芝2400m）で勝利し、2勝目を挙げた。同年の境港特別（2勝クラス）では8着に敗れたものの、2020年1月6日の許波多特別では2着のサンレイポケットに勝利して3勝目。その後は4月 - 10月にかけて4回、3勝クラス競走に出走し、2着2回、3着1回を挙げるが勝ちきることができず、2020年のシーズンを終えた。
2021年1月17日、格上挑戦で日経新春杯に53キロのハンデで出走した。川田将雅がヴェロックスに騎乗するため、騎手は団野大成に乗り替わった。道中3番手につけると直線で末脚を伸ばし、最後方から猛追したミスマンマミーアの追撃を4分の3馬身差で凌いで1着、自身および団野大成の重賞初勝利となった。
その後は阪神大賞典に出走したが、競走中に脚をぶつけて故障し10着に敗れた。秋までの復帰を目指していたが回復の見込みがつかず、2021年11月4日に競走馬登録を抹消し引退、馬事公苑で乗馬となる予定が報じられたが、2023年より函館競馬場に在厩し誘導馬としてデビューする予定。

## 競走成績
以下の内容は、netkeiba.comおよびJBISサーチに基づく。
| 競走日     | 競馬場 | 競走名         | 格      | 距離（馬場）  | 頭 数 | 枠 番 | 馬 番 | オッズ （人気） | 着順 | タイム （上り3F） | 着差 | 騎手      | 斤量 [kg] | 1着馬（2着馬）       | 馬体重 [kg] |
| ---------- | ------ | -------------- | ------- | ------------- | ----- | ----- | ----- | --------------- | ---- | ----------------- | ---- | --------- | --------- | -------------------- | ----------- |
| 2018.06.17 | 阪神   | 2歳新馬        |         | 芝1600m（良） | 10    | 8     | 9     | 002.80（1人）   | 01着 | 01:35.8（34.5）   | -0.2 | 0浜中俊   | 54        | （ブールバール）     | 474         |
| 0000.11.24 | 京都   | 京都2歳S       | GIII    | 芝2000m（良） | 9     | 8     | 9     | 018.50（5人）   | 05着 | 02:02.5（34.7）   | -1.0 | 0浜中俊   | 55        | クラージュゲリエ     | 486         |
| 2019.01.19 | 京都   | 若駒S          | L       | 芝2000m（良） | 8     | 1     | 1     | 040.40（6人）   | 04着 | 02:01.3（34.4）   | -0.6 | 0浜中俊   | 56        | ヴェロックス         | 482         |
| 0000.02.24 | 阪神   | すみれS        | L       | 芝2200m（良） | 6     | 1     | 1     | 013.00（4人）   | 03着 | 02:13.9（34.1）   | -0.3 | 0浜中俊   | 56        | サトノルークス       | 482         |
| 0000.03.30 | 阪神   | アザレア賞     | 500万下 | 芝2400m（稍） | 9     | 7     | 7     | 002.70（1人）   | 07着 | 02:28.1（36.5）   | -0.9 | 0浜中俊   | 56        | ヒーリングマインド   | 482         |
| 0000.07.27 | 小倉   | 国東特別       | 1勝     | 芝2000m（良） | 11    | 7     | 8     | 005.90（3人）   | 03着 | 01:59.4（35.8）   | -0.1 | 0浜中俊   | 54        | シルヴァーソニック   | 486         |
| 0000.08.04 | 小倉   | 筑後川特別     | 1勝     | 芝1800m（良） | 10    | 4     | 4     | 002.40（1人）   | 05着 | 01:48.3（34.5）   | -0.7 | 0浜中俊   | 54        | レティキュール       | 488         |
| 0000.10.13 | 京都   | 3歳上1勝クラス |         | 芝2200m（重） | 11    | 6     | 7     | 004.50（4人）   | 02着 | 02:13.9（34.9）   | -0.1 | 0戸崎圭太 | 54        | ティグラーシャ       | 494         |
| 0000.11.10 | 京都   | 3歳上1勝クラス |         | 芝2400m（良） | 11    | 8     | 10    | 001.80（1人）   | 01着 | 02:27.4（34.8）   | -0.4 | 0川田将雅 | 55        | （ゴースト）         | 494         |
| 0000.12.07 | 阪神   | 境港特別       | 2勝     | 芝2200m（良） | 11    | 5     | 5     | 001.50（1人）   | 08着 | 02:13.7（35.2）   | -0.8 | 0川田将雅 | 54        | メイショウタカトラ   | 496         |
| 2020.01.06 | 京都   | 許波多特別     | 2勝     | 芝2200m（良） | 12    | 8     | 11    | 002.80（1人）   | 01着 | 02:15.0（36.0）   | -0.0 | 0川田将雅 | 56        | （サンレイポケット） | 500         |
| 0000.04.19 | 阪神   | 御堂筋S        | 3勝     | 芝2400m（良） | 8     | 1     | 1     | 003.80（2人）   | 03着 | 02:26.9（34.3）   | -0.2 | 0川田将雅 | 57        | バラックパリンカ     | 500         |
| 0000.05.24 | 京都   | 烏丸S          | 3勝     | 芝2400m（良） | 16    | 6     | 11    | 002.70（1人）   | 02着 | 02:25.0（34.9）   | -0.1 | 0坂井瑠星 | 57        | ミスマンマミーア     | 496         |
| 0000.09.13 | 中京   | ムーンライトH  | 3勝     | 芝2200m（良） | 17    | 6     | 11    | 002.90（2人）   | 02着 | 02:15.9（34.4）   | -0.2 | 0川田将雅 | 56        | アドマイヤビルゴ     | 498         |
| 0000.10.03 | 中京   | 関ケ原S        | 3勝     | 芝2000m（良） | 11    | 8     | 11    | 002.20（1人）   | 08着 | 02:02.0（34.7）   | -0.6 | 0川田将雅 | 57        | ショウナンバルディ   | 502         |
| 2021.01.17 | 中京   | 日経新春杯     | GII     | 芝2200m（良） | 16    | 7     | 14    | 019.60（7人）   | 01着 | 02:11.8（35.5）   | -0.1 | 0団野大成 | 53        | （ミスマンマミーア） | 512         |
| 0000.03.21 | 阪神   | 阪神大賞典     | GII     | 芝3000m（重） | 13    | 6     | 8     | 011.00（4人）   | 10着 | 03:10.0（39.2）   | -2.7 | 0団野大成 | 57        | ディープボンド       | 510         |

## 血統表
| ショウリュウイクゾの血統                     | ショウリュウイクゾの血統                        | ショウリュウイクゾの血統                     | （血統表の出典）                             | （血統表の出典）    |
| 父系                                         | サンデーサイレンス系                            | サンデーサイレンス系                         | サンデーサイレンス系                         | [ § 2 ]             |
| 父 オルフェーヴル 2008 栗毛 北海道白老町     | 父の父ステイゴールド 1994 黒鹿毛 北海道白老町   | *サンデーサイレンス                          | Halo                                         | Halo                |
| 父 オルフェーヴル 2008 栗毛 北海道白老町     | 父の父ステイゴールド 1994 黒鹿毛 北海道白老町   | *サンデーサイレンス                          | Wishing Well                                 |                     |
| 父 オルフェーヴル 2008 栗毛 北海道白老町     | 父の父ステイゴールド 1994 黒鹿毛 北海道白老町   | ゴールデンサッシュ                           | *ディクタス                                  | *ディクタス         |
| 父 オルフェーヴル 2008 栗毛 北海道白老町     | 父の父ステイゴールド 1994 黒鹿毛 北海道白老町   | ゴールデンサッシュ                           | ダイナサッシュ                               |                     |
| 父 オルフェーヴル 2008 栗毛 北海道白老町     | 父の母オリエンタルアート 1997 栗毛 北海道白老町 | メジロマックイーン                           | メジロティターン                             | メジロティターン    |
| 父 オルフェーヴル 2008 栗毛 北海道白老町     | 父の母オリエンタルアート 1997 栗毛 北海道白老町 | メジロマックイーン                           | メジロオーロラ                               |                     |
| 父 オルフェーヴル 2008 栗毛 北海道白老町     | 父の母オリエンタルアート 1997 栗毛 北海道白老町 | エレクトロアート                             | *ノーザンテースト                            | *ノーザンテースト   |
| 父 オルフェーヴル 2008 栗毛 北海道白老町     | 父の母オリエンタルアート 1997 栗毛 北海道白老町 | エレクトロアート                             | *グランマスティーヴンス                      |                     |
| 母 ショウリュウムーン 2007 鹿毛 北海道浦河町 | 母の父キングカメハメハ 2001 鹿毛 北海道早来町   | Kingmanbo                                    | Mr. Prospector                               | Mr. Prospector      |
| 母 ショウリュウムーン 2007 鹿毛 北海道浦河町 | 母の父キングカメハメハ 2001 鹿毛 北海道早来町   | Kingmanbo                                    | Miesque                                      |                     |
| 母 ショウリュウムーン 2007 鹿毛 北海道浦河町 | 母の父キングカメハメハ 2001 鹿毛 北海道早来町   | *マンファス                                  | *ラストタイクーン                            | *ラストタイクーン   |
| 母 ショウリュウムーン 2007 鹿毛 北海道浦河町 | 母の父キングカメハメハ 2001 鹿毛 北海道早来町   | *マンファス                                  | Pilot Bird                                   |                     |
| 母 ショウリュウムーン 2007 鹿毛 北海道浦河町 | 母の母ムーンザドリーム 2002 黒鹿毛 北海道浦河町 | ダンスインザダーク                           | *サンデーサイレンス                          | *サンデーサイレンス |
| 母 ショウリュウムーン 2007 鹿毛 北海道浦河町 | 母の母ムーンザドリーム 2002 黒鹿毛 北海道浦河町 | ダンスインザダーク                           | *ダンシングキイ                              |                     |
| 母 ショウリュウムーン 2007 鹿毛 北海道浦河町 | 母の母ムーンザドリーム 2002 黒鹿毛 北海道浦河町 | ミヨシチェリー                               | *メンデス                                    | *メンデス           |
| 母 ショウリュウムーン 2007 鹿毛 北海道浦河町 | 母の母ムーンザドリーム 2002 黒鹿毛 北海道浦河町 | ミヨシチェリー                               | ミズノコマチ                                 |                     |
| 母系(F-No.)                                  | ビューチフルドリーマー系(FN:12号族)             | ビューチフルドリーマー系(FN:12号族)          | ビューチフルドリーマー系(FN:12号族)          | [ § 3 ]             |
| 5代内の近親交配                              | サンデーサイレンス 3×4、ノーザンテースト 4×5    | サンデーサイレンス 3×4、ノーザンテースト 4×5 | サンデーサイレンス 3×4、ノーザンテースト 4×5 | [ § 4 ]             |
| 出典                                         | 1. 2. 3. 4.                                     | 1. 2. 3. 4.                                  | 1. 2. 3. 4.                                  | 1. 2. 3. 4.         |